# Синдром неприятия чужой разработки
Синдром неприятия чужой разработки (NIH-синдром от англ. not invented here — изобретено не нами) — позиция в социальной, корпоративной или организационной культурах, при которой избегается использование или покупка уже существующих разработок, исследований, стандартов или знаний из-за их внешнего происхождения и затрат.
Причины для нежелающих использовать труд других разнообразны, среди них — страх перед нарушением патентного права, непонимание чужой работы, нежелание признать или оценить труд других, ревность или как часть более широкой «войны за территорию» (turf war). Как социальное явление, эта философия проявляется нежеланием принять идею или продукт, потому что тот происходит из другой культуры, форма трайбализма.
Термин обычно используется в уничижительном смысле. Противоположные крайности называют PFE-синдромом (англ. proudly found elsewhere — «с гордостью найдено в другом месте») и позицию «invented here».

## В информатике
В программировании также часто ссылаются на NIH-синдром как на тенденцию «изобретать велосипед», основываясь на убеждении, что собственная разработка по своей природе более приспособленная, безопасная, контролируемая, быстрее развивается и требует меньше общих расходов (включая эксплуатационные расходы), чем существующие реализации.
В некоторых случаях программное обеспечение с той же функциональностью, как уже существующее, повторно реализуется, просто чтобы сделать возможным его использование под другой лицензией. Один из таких подходов — метод чистой комнаты.
Основные доводы в пользу подхода NIH:
- сторонние компоненты или услуги иногда не оправдывают ожиданий, когда требуется высокое качество[4];
- сущность, находящаяся за пределами собственного контроля, будет привязана к поставщику и несёт постоянную угрозу для бизнеса пропорционально последствиям её потери[5];
- закрытые решения могут быть восприняты как недостаточно гибкие в будущем.

При этом недостатки использования сторонней разработки могут быть нивелированы за счёт ее принятия в качестве базы с последующей собственной доработкой, а также за счет обеспечения контроля над ней в случае потери канала поставки, например, через получение исходного кода.